# Sock!
Sock! è un album di Gene Ammons, pubblicato dalla Prestige Records nel 1965.Tutti i brani del disco furono registrati negli studi di Rudy Van Gelder (Hackensack e Englewood Cliffs nel New Jersey, Stati Uniti).

## Tracce
Lato A
1. Blue Coolade – 4:11 (Mal Waldron) – Registrato il 5 settembre 1962 a Englewood Cliffs (New Jersey)
2. Short Stop – 3:30 (Mal Waldron) – Registrato il 5 settembre 1962 a Englewood Cliffs (New Jersey)
3. They Say You're Laughing at Me – 2:55 (Jerry Livingston) – Registrato il 5 settembre 1962 a Englewood Cliffs (New Jersey)
4. Scam – 5:35 (Gene Ammons) – Registrato il 13 aprile 1962 a Englewood Cliffs (New Jersey)

Lato B
1. Sock – 2:45 (Gene Ammons) – Registrato il 26 novembre 1954 a Hackensack (New Jersey)
2. What I Say – 2:45 (Walter Morris) – Registrato il 26 novembre 1954 a Hackensack (New Jersey)
3. Count Your Blessings – 4:15 (Richard Morgan) – Registrato il 26 novembre 1954 a Hackensack (New Jersey)
4. Cara Mia – 2:50 (Lee Lange, Tulio Trapani) – Registrato il 26 novembre 1954 a Hackensack (New Jersey)
5. Blues for Turfers – 3:45 (Edwin Moore) – Registrato il 4 novembre 1955 a Hackensack (New Jersey)
6. Rock Roll – 2:55 (Chico O'Farrill) – Registrato il 4 novembre 1955 a Hackensack (New Jersey)

## Musicisti
Brani A1, A2 e A3
- Gene Ammons - sassofono tenore
- Mal Waldron - pianoforte
- Wendell Marshall - contrabbasso
- Ed Thigpen - batteria[2]

Brano A4
- Gene Ammons - sassofono tenore
- Patti Bown - pianoforte
- George Duvivier - contrabbasso
- Walter Perkins - batteria
- Etta Jones - voce[3]

Brani B1, B2, B3 e B4
- Gene Ammons - sassofono tenore
- Gene Easton - sassofono baritono
- Nat Howard - tromba
- Henderson Chambers - trombone
- John Huston - pianoforte
- Ben Stuberville - contrabbasso
- George Brown - batteria[4]

Brani B5 e B6
- Gene Ammons - sassofono tenore
- Cecil Payne - sassofono baritono
- Nat Woodyard - tromba
- Edwin Moore - trombone
- Lawrence Wheatley - pianoforte
- Ernie Shapherd - contrabbasso
- George Brown - batteria[5]